# Coelorachis striata
Coelorachis striata är en gräsart som först beskrevs av Ernst Gottlieb von Steudel, och fick sitt nu gällande namn av Aimée Antoinette Camus. Coelorachis striata ingår i släktet Coelorachis, och familjen gräs. Inga underarter finns listade i Catalogue of Life.